# Sint-Werenfriduskerk (Zieuwent)
De Sint-Werenfriduskerk is een rooms-katholieke kerk in Zieuwent, gemeente Oost Gelre.

## Geschiedenis

### Voorgaande kerken
Tijdens de reformatie kerkten de katholieke inwoners van Zieuwent in de barokke Sint-Franciscuskerk te Zwillbrock of de Kruiskapel in Hemden, beide gelegen net over de grens in het Munsterland.
Later werd ten noorden van Zieuwent op de Katershorst een schuilkerk ingericht. Nog later ging men in Harreveld op de havezate naar de statiekerk. In 1795 werd een statiekerk ingericht in Zieuwent. Die kerk werd in 1837 uitgebreid. In 1842 werd een nieuwe kerk, een zogenaamde waterstaatskerk ingewijd. Reeds enkele decennia later was deze kerk te klein geworden en werd de huidige kerk gebouwd.

### De huidige kerk
In 1889 gaf het bisdom toestemming voor de bouw van een nieuwe kerk. De bouwpastoor was pastoor Zanderink. Deze kerk, in neogotische stijl, was ontworpen door de architect J.W. Boerbooms, een leerling van de bekende architect Pierre Cuypers. Aannemer Rodenreijs uit Den Haag nam het werk aan voor een bedrag van fl 130.000. De eerste steen werd gelegd op 30 juni 1898. Op 10 oktober 1899 werd de kerk ingewijd en twee dagen later in gebruik genomen. In de Tweede Wereldoorlog werden de klokken door de Duitse bezetter uit de kerktoren geroofd. In de jaren 90 werd de kerk ingrijpend gerestaureerd.
De kerktoren is 75 meter hoog. Het hoofdaltaar is vervaardigd door de Duits-Nederlandse beeldhouwer Friedrich Wilhelm Mengelberg. De kerk heeft gebrandschilderde ramen van de kunstenaars Henricus Kocken en Schifferstein. De muurschilderingen van de kunstschilder Wijnand Geraedts dateren uit 1925/1927. Het interieur is nog in goede staat en ademt het 'rijke Roomse leven' van de periode rond 1900. Net als de Sint-Calixtusbasiliek in Groenlo, wordt de kerk de "Kathedraal van de Achterhoek" genoemd.